# Чирянка-крихітка африканська
Чирянка-крихітка африканська (Nettapus auritus) − вид водоплавних птахів родини качкових (Anatidae).

## Поширення
Поширений виключно в Африці південніше Сахари та на Мадагаскарі. Ареал простягається від Сенегалу до Ефіопії, аж до східних регіонів Південної Африки. Під час сухого сезону має тенденцію до міграції, тоді як у сезон дощів розширює свій звичайний ареал, однак тримаючись подалі від посушливих районів і населених рівнин. Ареал лише зрідка досягає Чаду та Судану. Однак це особливо полохливий птах, тому за ним досить важко спостерігати. Найбільші популяції знаходяться на озері Тана і в дельті Окаванго, де налічується близько 15 000 екземплярів. У Західній Африці приблизно 20—30 000 особин порівняно зі 100—250 000 у Східній і Південній Африці та 5—10 000 на Мадагаскарі. У Сенегалі, Кенії та Зімбабве популяція перебуває під загрозою в основному через знищення їх природного середовища існування та інтродукцію чужорідних видів тварин. У деяких районах на птаха все ще полюють.

## Опис
Чирянка-крихітка африканська — одна з найменших качок: середня вага самців — близько 285 г, а самиць — близько 260 г. У самиць сірувате оперення з темними плямами на очах, у той час як у самців обличчя біле з яскраво-зеленими плямами на вухах і металево-зеленим на спині.

## Спосіб життя
Для проживання птаха потрібно наявність німфей, основного джерела живлення, а також дрібних риб, безхребетних і водних трав. У період розмноження стає особливо агресивним навіть до птахів різних видів. Будує гнізда на деревах або в густому очереті біля зрубаного дерева. Трапляється також, що вони повторно використовують покинуте гніздо молотоголовів. Яєць кремово-білого кольору може бути від шести до дванадцяти, але в середньому дев'ять. Інкубаційний період коливається від 21 до 23 днів, і висиджує тільки самиця. Молодняк оперяється лише через 56—63 дні.